# Hans Hertlein
Hans Hertlein (* 2. Juli 1881 in Regensburg; † 13. Juni 1963 in Mammern, Schweiz; vollständiger Name: Hans Christoph Hertlein) war ein deutscher Architekt und Hochschullehrer, als Leiter des Bauwesens im Siemens-Konzern/Siemens-Bauunion hatte er Anteil an der Entwicklung des Industriebaus im 20. Jahrhundert.

## Leben
Hertlein studierte an der Technischen Hochschule Dresden, der Technischen Hochschule (Berlin-)Charlottenburg und der Technischen Hochschule München, unter anderem bei Richard Riemerschmid und Fritz Schumacher. Nach dem Zweiten Staatsexamen arbeitete er zunächst als Regierungsbaumeister (Assessor) in München. Seit spätestens 1913 war er Mitglied im Deutschen Werkbund (DWB). 1912 erhielt er eine Anstellung als Bauleiter bei der Siemens-Bauunion in Berlin. Innerhalb des Siemens-Konzerns stieg er bis 1925 zum Leiter des gesamten Bauwesens auf.
1929 wurde Hertlein zum ordentlichen Mitglied der Preußischen Akademie des Bauwesens ernannt, später zum Ehrenmitglied. 1931 verlieh ihm die Technische Hochschule Hannover die Ehrendoktorwürde (Dr.-Ing. E. h.). 1946 wurde er als Professor für Entwerfen, Baukonstruktion und Industriebau an die Technische Hochschule Berlin berufen. Hertlein war außerdem Ehrenmitglied der Akademie der Künste in Berlin und wurde 1957 mit dem Großen Verdienstkreuz der Bundesrepublik Deutschland ausgezeichnet.

## Werk

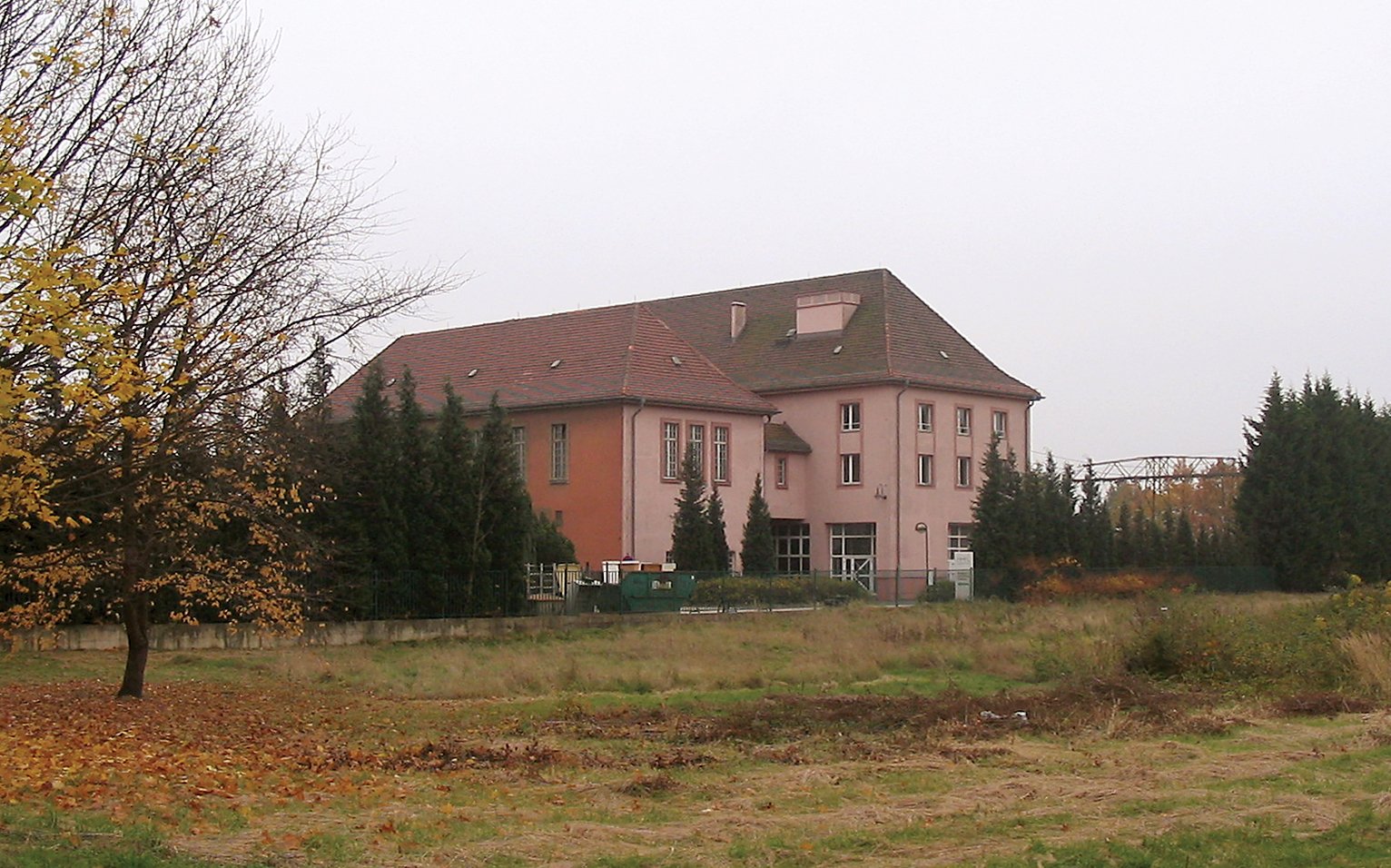
Umspannwerk Nr. 11 für den Elektrizitätsverband Gröba in Radebeul

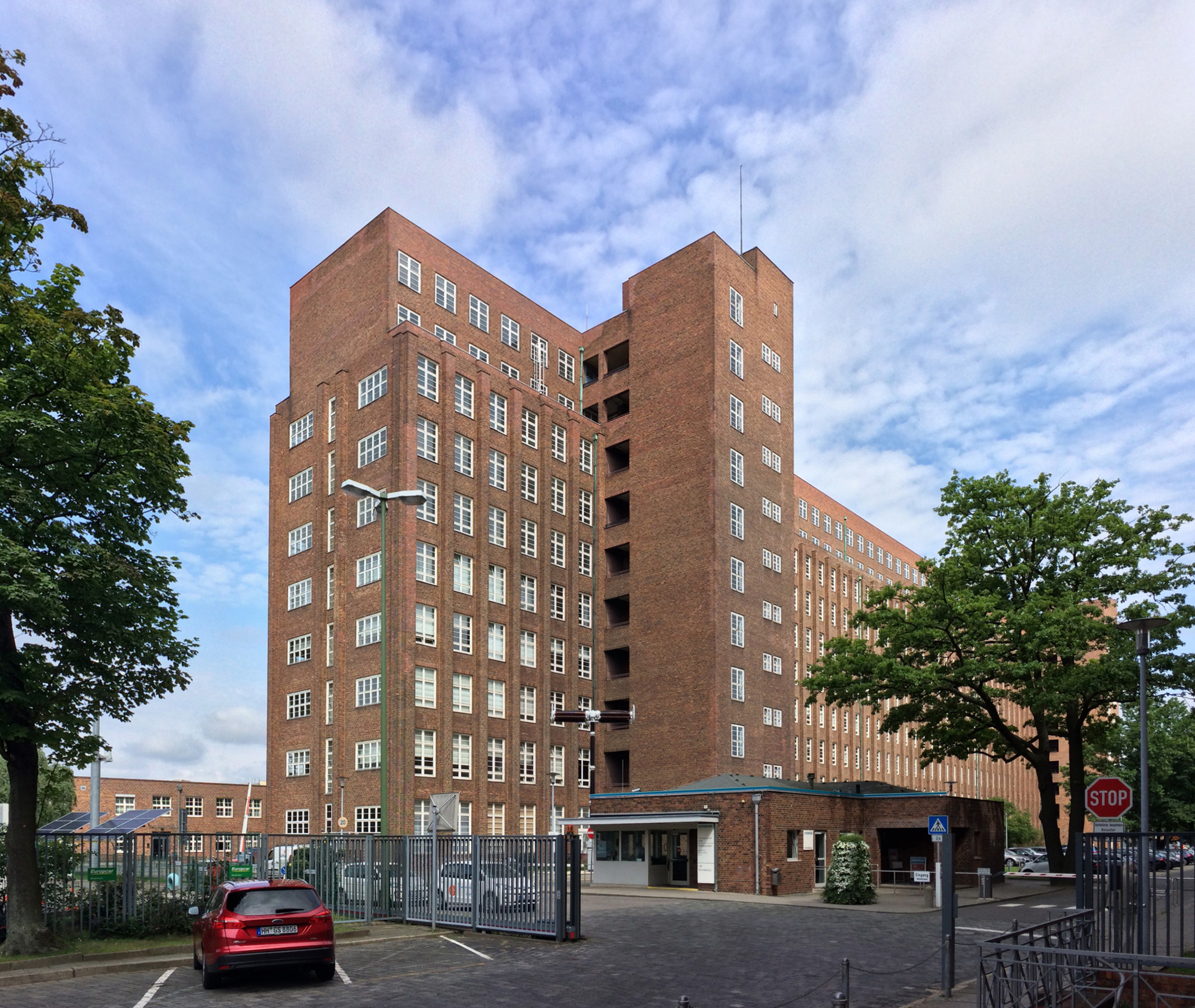
Schaltwerk-Hochhaus in Berlin-Siemensstadt

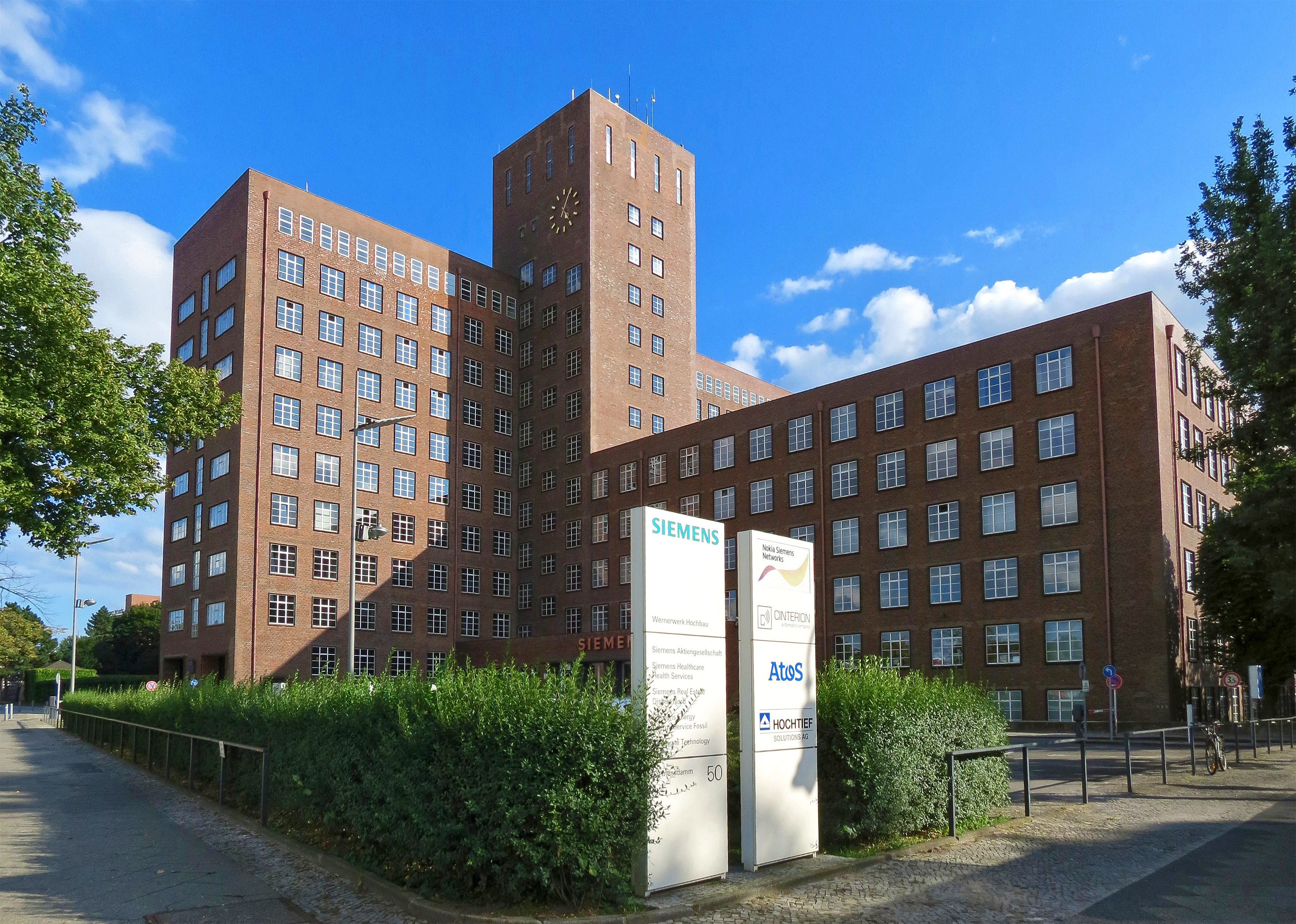
Wernerwerk Hochhaus in Berlin-Siemensstadt

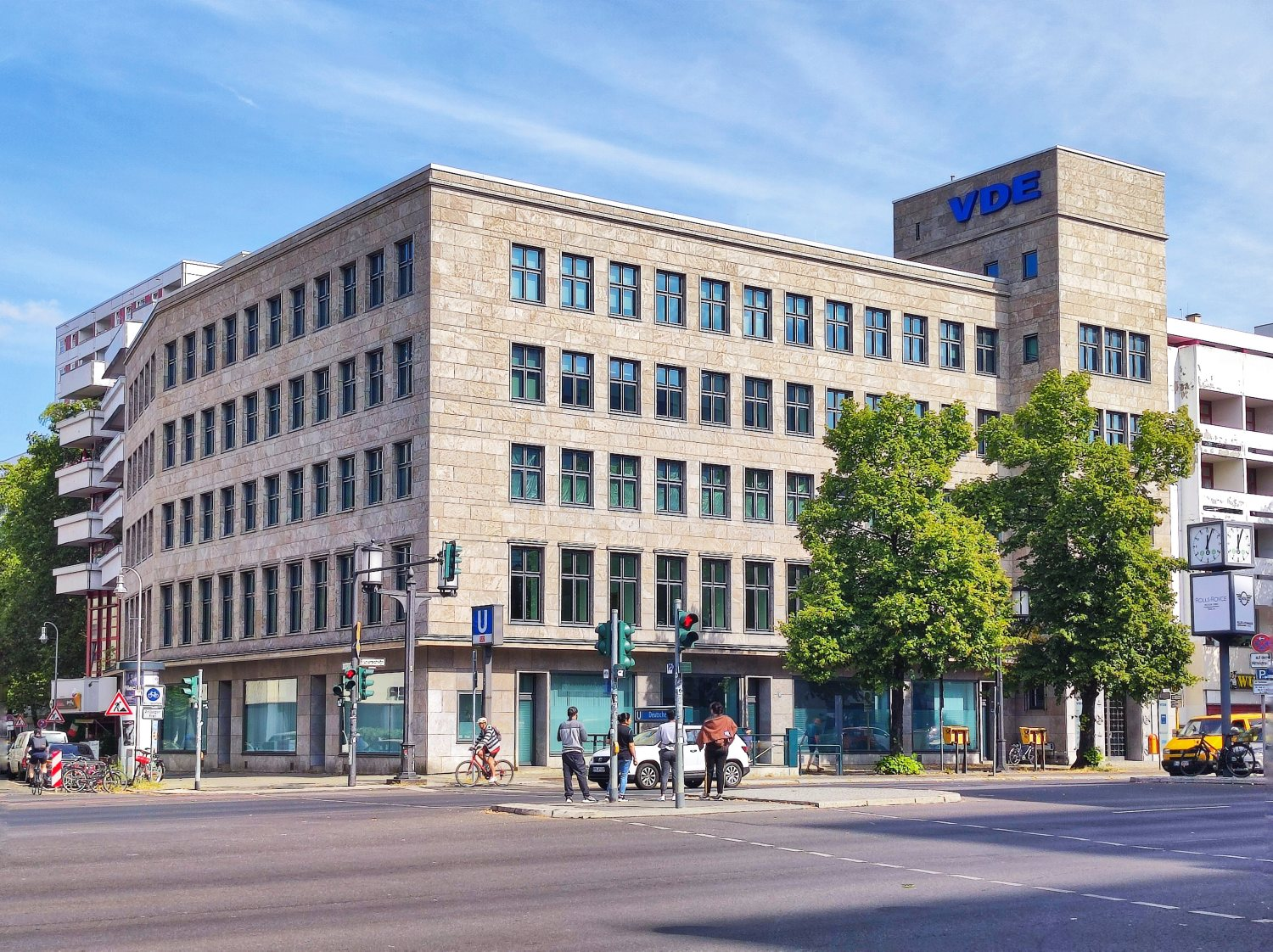
VDE-Haus in Berlin-Charlottenburg

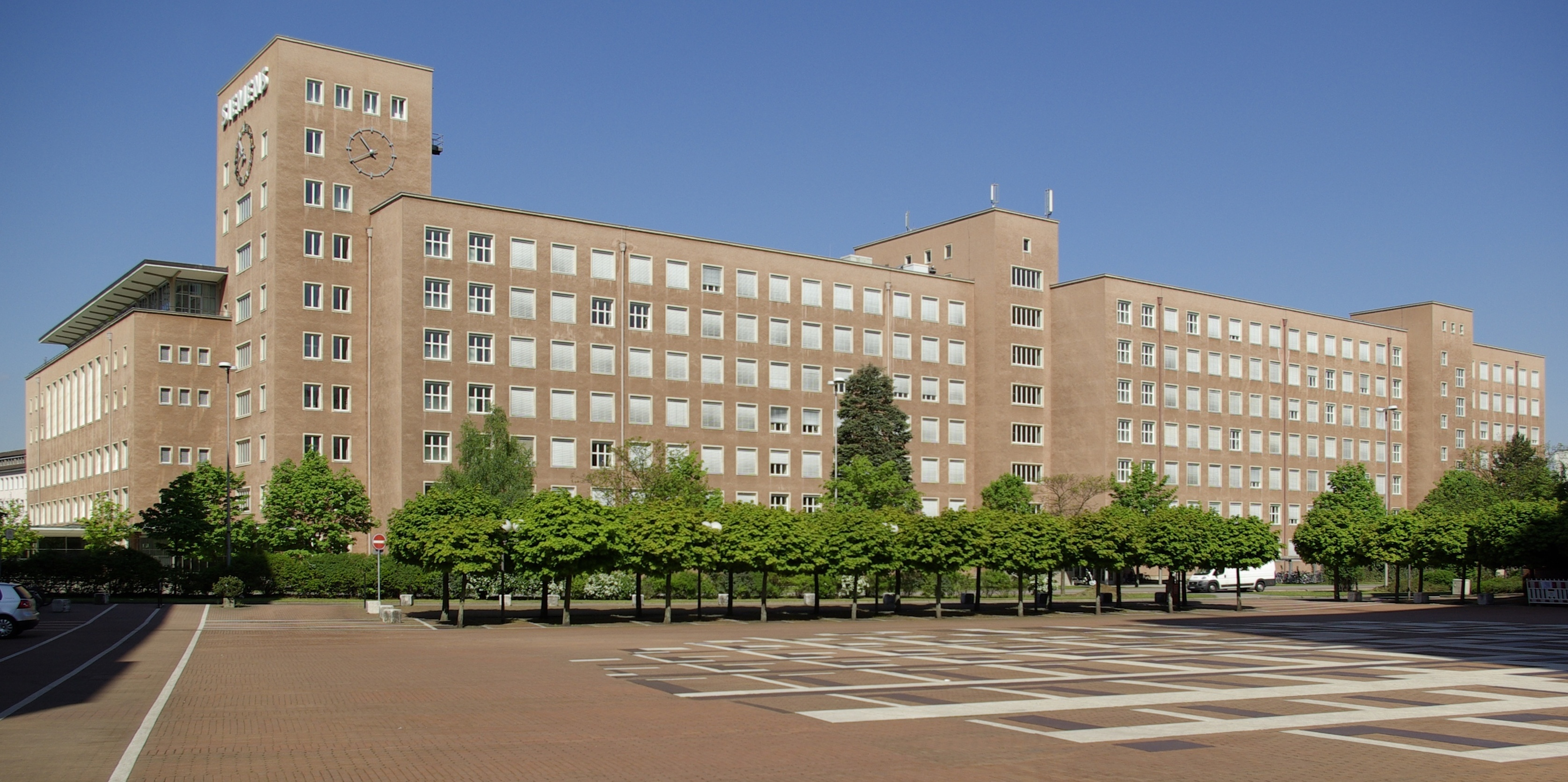
Der Himbeerpalast, ein Bürogebäude der Siemens AG in Erlangen

### Bauten (Auswahl)
- 1920–1924: Kraftwerk Fortuna II der Rheinische Elektrizitätswerke im Braunkohlenrevier AG (REW) bei Oberaußem (Rheinland) (nicht erhalten)[2]
- 1921–1930: diverse Bauabschnitte der „Siedlung Siemensstadt“ in Berlin-Siemensstadt[3]
- 1921–1922: Bürogebäude der Niederlassung des Siemens-Konzerns in Den Haag (Niederlande)
- 1921–1923: Graphitierungswerk des Siemens-Konzerns in Meitingen bei Augsburg
- 1921–1923: Bürogebäude der Niederlassung des Siemens-Konzerns in Mannheim (heute genutzt durch die Staatliche Hochschule für Musik und Darstellende Kunst Heidelberg-Mannheim)
- 1922–1924, gemeinsam mit Josef Wackerle (Bauplastik): Siemenshaus; Bürogebäude der Zweigniederlassung des Siemens-Konzerns in Hannover, Friedrichstraße. Die ehemalige Siemens-Niederlassung wurde in die 2002 eröffnete Nord/LB-Hauptverwaltung integriert[4] – die Friedrichstraße entfiel. Das denkmalgeschützte Gebäude befindet sich heute an der Willy-Brandt-Allee Ecke Bleichenstraße
- 1925: Bürogebäude der Niederlassung des Siemens-Konzerns in Buenos Aires (Argentinien)
- 1925: Wohnhaus Bingel in Berlin-Westend, Olympische Straße 9[5]
- 1925–1926: Fabrikgebäude-Erweiterung der Siemens-Schuckertwerke (sog. „Zwietusch-Werk“) in Berlin-Charlottenburg, Salzufer 6[6][7]
- 1926–1928: Wernerwerk; Fabrikgebäude der Siemens-Schuckertwerke GmbH (sog. „Schaltwerk-Hochhaus“) in Berlin-Siemensstadt, Nonnendamm 104[8]
- 1927: Heizkraftwerk Gartenfeld der Siemens-Schuckertwerke in Berlin-Siemensstadt, Gartenfelder Straße[9]
- 1927–1928: Stadtbad in Luckenwalde, Rudolf-Breitscheid-Straße 72[10]
- 1927–1929: Bürogebäude der Niederlassung des Siemens-Konzerns in Wien
- 1928–1929: Umspannwerk Nr. 11 für den Elektrizitätsverband Gröba in Radebeul, Meißner Straße 177[11]
- 1928–1929: Erholungsheim des Siemens-Konzerns in Koserow (Insel Usedom)
- 1928–1930: Verwaltungsgebäude der Siemens & Halske AG („Wernerwerk X“, auch „Wernerwerk-Hochhaus“) in Berlin-Siemensstadt, Siemensdamm 50 (1936/1937 erweitert)
- 1928–1930: Heizkraftwerk Reuter (Kraftwerk West) in Siemensstadt, Otternbuchtstraße 11[12]
- 1929–1931: Evangelische Christophoruskirche in Berlin-Siemensstadt, Schuckertdamm 336/338
- 1929–1935: „Siedlung Heimat“ in Berlin-Spandau[13]
- 1930–1931: Bürogebäude der Niederlassung des Siemens-Konzerns in Essen, Kruppstraße 16 (verändert)[14]
- 1930–1931: Büro- und Geschäftshaus für den Verein Deutscher Elektrotechniker (VDE) in Berlin-Charlottenburg, Bismarckstraße 33[15]
- 1934–1935: katholische Pfarrkirche St. Joseph in Berlin-Siemensstadt, Goebelstraße/Natalissteig
- 1936: Büro-Hochhaus der Carl Zeiss AG (Gebäude „B 36“, auch genannt „Zeiss-Hochhaus II“) in Jena, Carl-Zeiß-Platz[16]
- 1937–1940: Zweigniederlassung der Siemens & Halske AG und der Siemens-Schuckertwerke AG, Richard-Wagner-Platz, Nürnberg[17] (seit 1972 nicht mehr durch die Siemens AG genutzt, vermietet)
- 1937: Fabrikgebäude des Siemens-Konzerns (sog. „Wernerwerk R“) in Arnstadt (Thüringen), Bierweg 6
- 1937: Fabrikgebäude der Firma Anschütz & Co. in Kiel-Neumühlen-Dietrichsdorf, Heikendorfer Weg 9[18]
- 1937–1940: Telefunkenwerk Zehlendorf in Berlin-Zehlendorf, Goerzallee (nach 1945: McNair Barracks der US-Army)[19]
- 1938–1942: Luftfahrtgerätewerk Hakenfelde[20] der Siemens & Halske AG in Berlin-Hakenfelde, Streitstraße
- 1948–1953: Neubau der Siemens-Schuckertwerke AG (wegen der Farbe der Fassade so genannter Himbeerpalast) in Erlangen
- 1948–1953: Wiederaufbau der Nürnberger Siemens-Schuckert-Werke
- vor 1954: Wohnhaus Dr. v. B. in Erlangen[21]

### Schriften
- Das Schaltwerkhochhaus in Siemensstadt. Architektur und bautechnische Einrichtungen. Berlin, Wasmuth, o. J.
- Neue Industriebauten des Siemenskonzerns. Berlin, o. J.
- Das moderne Industrie-Verwaltungsgebäude. In: Deutsche Bauzeitung, 1925, Heft 34 und Heft 35.
- Der moderne Industriebau. In: Anzeiger für Berg-, Hütten- und Maschinenwesen, 1925, Heft 105.
- Vom zeitgemäßen Werkstättenbau. In: Der Werksleiter, Heft 5.
- Moderner Werkstättenbau. In: Deutsche Bauzeitung, 1928, Heft 68/69.